# Roger Cooreman
Roger Cooreman, né le 25 juin 1941 à Boom,, est un coureur cycliste belge.

## Biographie
Professionnel de 1965 à 1971, il s'illustre principalement dans des kermesses belges en décrochant plusieurs victoires et diverses places d'honneur. Il termine également deuxième d'une étape du Critérium du Dauphiné libéré en 1970, ou encore quatrième de Liège-Bastogne-Liège en 1965. 
Sa fille Anne-Marie a elle aussi pratiqué le cyclisme en compétition. 

## Palmarès et résultats

### Palmarès par année
- 1964
  - Grand Prix Beeckman-De Caluwé
- 1965
  - 5eb étape des Quatre Jours de Dunkerque (contre-la-montre par équipes)
  - 4e de Liège-Bastogne-Liège
- 1966
  - Grand Prix Betekom
  - 3e du Tour du Brabant
  - 3e du Grand Prix de la ville de Zottegem
- 1967
  - Omloop van de Westkust
  - 3e du Circuit du Brabant central
- 1968
  - 2e de la Nokere Koerse
  - 2e du Circuit Mandel-Lys-Escaut
- 1969
  - 2eb étape du Tour de Belgique (contre-la-montre par équipes)
  - Omloop van de Westkust
  - 3e du Circuit de Flandre centrale
- 1970
  - 3e de l'Omloop van de Westkust
  - 3e de Kessel-Lier
- 1971
  - Grand Prix Frans Verbeeck

### Résultats sur les grands tours

#### Tour de France
1 participation
- 1969 : 84e

#### Tour d'Italie
1 participation 
- 1971 : abandon (2e étape)